# Jean Thiel
Pour les articles homonymes, voir Thiel.
 (novembre 2017).
Si vous disposez d'ouvrages ou d'articles de référence ou si vous connaissez des sites web de qualité traitant du thème abordé ici, merci de compléter l'article en donnant les références utiles à sa vérifiabilité et en les liant à la section « Notes et références ».
Jean Thiel, né à Bruxelles le 3 septembre 1961 est un homme politique belge, membre fondateur d'Ecolo,.

## Carrière politique
- Conseiller communal de 1982 à 1990 de la commune d'Oupeye (Liège);
- Président de la Fédération des Jeunes Verts Européens (FYEG : Federation of Young European Greens) de 1988-1990 puis de 1990-1992;
- Coordinateur du Conseil de fédération (parlement interne) d'Ecolo (1992-1994);
- Député belge du 11 mai 1994 au 12 avril 1995, en remplacement de Jacky Morael, démissionnaire;
- Conseiller aux politiques locales du parti Ecolo d'octobre 1995 à septembre 2014;
- Conseiller politique auprès du Bureau du Conseil de Fédération d'Ecolo depuis septembre 2014;
- Chef de groupe aux conseils communal et de police de la ville de Seraing depuis 2000.